# Иоанн (Велимирович)
Епископ Иоанн (серб. Епископ Јован, в миру Йован Велимирович, серб. Јован Велимировић; 21 мая (3 июня) 1912, село Лелич — 28 марта 1989, Шабац) — епископ Сербской православной церкви, епископ Шабацко-Валевский. Племянник епископа Николая (Велимировича).

## Биография
Родился 3 июня 1912 года в селе Лелич близ Валева в семье Душана и Пелагии. После гибели в 1914 году, во время Первой мировой войны, его отца, его воспитанием занимались мать Пеладия (позже приняла монашество) и дядя Николай (Велимирович).
По окончании гимназии в 1927 году поступил в Семинарию святого Иоанна Богослова в Битоле, которую окончил в 1932 году, после чего поступил на богословский факультет Белградского университета, который окончил в 1936 году.
После этого назначен преподавателем семинарии в Битоле, в которой работал до её закрытия в 1941  году. В 1939 году сдал профессорский экзамен.
В июле 1941 года, вместе с епископом Николаем находился под немецким арестом в Монастыре Любостиня, а с декабря 1942 года вместе с Патриархом Гавриилом V и протосинкеллом Василием (Костичем) — в Монастыре Войловица. В сентябре 1944 года, когда Патриарх Гавриил и епископ Николай были переведены в концлагерь Дахау, Йован был отпущен на свободу, вернулся в Белград и стал преподавать в Белградской духовной семинарии святого Саввы.
В 1951 года назначен ректором семинарии святого Саввы
В 1952 году архимандритом Андреем, настоятелем Монастыря Раковица был пострижен в монашество. 26 февраля того же года Патриархом Сербским Викентием был рукоположён в сан иеродиакона. На Вербное воскресенье рукоположён в сан иеромонаха и возведён в сан архимандрита.
13 июля 1960 года избран епископом Шабацко-Валевским в связи со смертью епископа Шабацко-Валевского Симеона.
7 августа 1960 года в Соборной церкви в Сремских Карловцах был хиротонисан во епископа Шабацко-Валевского. Хиротонию совершили: Патриарх Сербский Герман, епископ Сремский Макарий (Джорджевич), епископ Баня-Лукский Василий (Костич) и епископ Банатский Виссарион (Костич).
Как многолетний профессор семинарии учил многие не одно поколение богословов, как историк он развивал в своих учениках любовь к предмету и Сербской Церкви. В этой области дал несколько заметных статей.
В своей епархии путём частых архипастырских посещений установил тесную связь со священством и паствой.
С августа 1977 по июнь 1978 года временно управлял Зворничско-Тузланской епархией.
В 1980-е годы дал согласие на затопление монастыря Грачаница (близ города Валево), который может быть затоплен после окончания строительства речной дамбы «Стубо-Ровни» на реке Ябланица.
Епископ Иоанн был инициатором подготовки канонизации епископа Николая (Велимировича). В 1980-е годы он собрал и упорядочил записи, сделанные святителем во время заключения в концлагере Дахау, после чего они были изданы в 1985 году под названием «Слова к сербскому народу сквозь тюремное окно» (Говори српском народу кроз тамнички прозор) и далее неоднократно переиздавались под разными названиями. В том же году возобновил издание епархиального журнала «Глас Церкви» (Глас Цркве: Часопис за хришћанску културу и црквени живот), в котором впервые были опубликованы многие сочинения святителя Николая. Вместе с епископом Банатским Амфилохием (Радовичем) организовал 18 марта 1987 года в Шабацко-Валевской епархии торжества в память 31-й годовщины со дня смерти святителя Николая, которые стали его неофициальной канонизацией.
Скончался 28 марта 1989 года в Шабаце. Похоронен в задужбине семьи Велимирович в селе Лелич (подворье Монастыря Каона).